# Van de Woestyne (familie)
Van de Woestyne was een Zuid-Nederlandse adellijke familie.

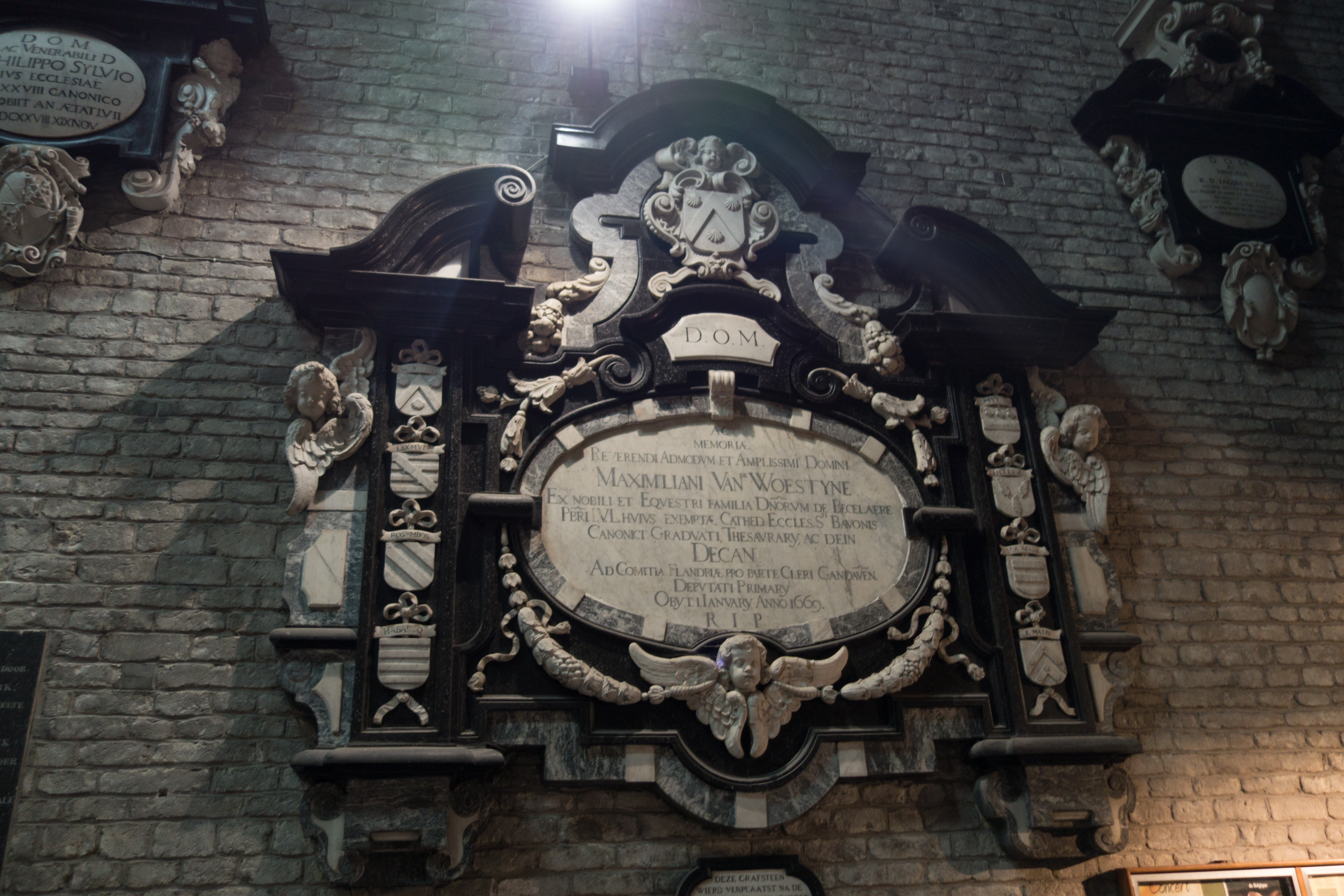
Grafmonument van Maximiliaan van de Woestyne, in de Sint-Baafskathedraal in Gent

## Geschiedenis
De stamboom van de familie van de Woestyne (of de la Wastine) klom op tot in de late twaalfde eeuw. Een gedeelte van de naamdragers stamde af van het adellijk geslacht van Zomergem. Ze werden eerst vermeld als poorters van Oudenaarde en daarna voornamelijk als leenhouders onder de kasselrijen Kortrijk en Ieper. De vroegst vernoemde was Gerard van de Woestyne, die op het einde van de twaalfde eeuw in Oudenaarde woonde.
In 1425 werd Rogier de la Woestyne vermeld als heer van Beselare. In 1437 werd onder de kasselrij Ieper Olivier de la Woestyne, heer van Beselare vernoemd. In 1481 werd Andries van de Woestyne (overleden in 1527) vermeld als heer van Beselare. 
In 1640 werd Frans de la Woestyne, heer van Becelaere, tot ridder verheven door koning Filips IV van Spanje.
In 1705 werd de baronie Beselare verheven tot markizaat ten gunste van Maximiliaan de la Woestyne (1660-1729) door koning Lodewijk XIV.
In 1731 werd Louis van de Woestyne (1662-na 1731) door keizer Karel VI verheven tot ridder. In 1778 verhief keizerin Maria Theresia Antoine de la Woestyne (1696-1784) tot ridder, overdraagbaar op alle mannelijke afstammelingen.
De laatste vertegenwoordigers onder het ancien régime, waren voor de drie familietakken:
- markies François van de Woestyne (°1753), die getrouwd was met gravin Eleonore de Cobenzl.
- jonkheer Emmanuel van de Woestyne (1779-1826), die getrouwd was met Leonarde Clemmen de Peteghem (1792-1819).
- jonkheer Joseph van de Woestyne (1743-1802), die getrouwd was met Jeanne Schoorman (1746-1784).

## Charles de la Woestyne
- Charles de la Woestyne et de Becelaere (°Brussel, 16 november 1759) zoon van François de la Woestyne (zie hierboven) was onder het ancien régime kapitein in de Wacht van de hertog van Orléans. Hij werd ook (waarschijnlijk later) kolonel bij de dragonders. In 1816, onder het Verenigd Koninkrijk der Nederlanden, werd hij erkend in de erfelijke adel met de titel markies, overdraagbaar bij eerstgeboorte, en benoemd in de Ridderschap van de provincie West-Vlaanderen. Hij trouwde in 1780 met Caroline Bruslart de Genlis (1765-1786), dochter van de markies de Sillery, die lid werd van de Nationale Conventie en van Stéphanie Du Crest de Saint-Aubin, gouvernante van de prinsen van Orléans. Hij hertrouwde in 1787 met Louise Blin (1768-1850).
  - Anatole de la Woestyne (1786-1870) werd luitenant-generaal in het Franse leger, commandant van de Nationale Wacht in Parijs, gouverneur van het Hôtel des Invalides en ook Frans senator. Hij trouwde pas in 1843 met barones Henriette de Cetto (1788-1843) en het huwelijk bleef kinderloos.

## Théophile van de Woestyne
Théophile Ghislain Marie van de Woestyne (Gent, 27 mei 1816 - Herzele, 26 mei 1878) was de zoon van Emmanuel van de Woestyne (1779-1826) (zie hierboven) die geen heropname in de adel aanvroeg. Hijzelf werd in 1845 erkend in de erfelijke adel, met baronstitel, overdraagbaar bij mannelijke eerstgeboorte. Hij werd Belgisch senator en trouwde met gravin Marie-Frédérique de Liedekerke (1834-1909). Ze kregen vijf dochters, die adellijk huwden, en een zoon, die jong stierf.

## Jean-Baptiste van de Woestyne d'Hansbeke
Jean-Baptiste Joseph Ghislain van de Woestyne d'Hansbeke (Gent, 23 maart 1775 - 20 mei 1858) was een zoon van Joseph van de Woestyne (zie hierboven). Hij werd in 1828, ten tijde van het Verenigd Koninkrijk der Nederlanden, erkend in de erfelijke adel. Hij trouwde in 1812 met Louise de Calonne de Courtebourne (1786-1818). Ze kregen drie dochters, van wie de oudste intrad in het Engels Klooster in Brugge en de twee andere jong stierven.
De laatste naamdraagster, Anne van de Woestyne, dochter van Théophile van de Woestyne en echtgenote van graaf Théodore de Villers de Waroux, stierf in 1954, waarmee deze familie uitdoofde. In mannelijke lijn was ze al in 1878 uitgedoofd, bij de dood van Théophile van de Woestyne.